# 福地惇
福地 惇（ふくち あつし、1945年3月10日 - ）は、日本の歴史学者。専門は日本近代政治史、特に明治時代政治史。高知大学名誉教授。新しい歴史教科書をつくる会前副会長。

## 経歴
茨城県常陸太田市出身。1969年東京大学文学部国史学科卒業、同大学院博士課程単位取得退学。
高知大学人文学部人文学科講師、助教授、教授を経て、1998年4月より文部省主任教科書調査官に就任。同年11月、初等中等教育局付。99年4月、文部省視学官。防衛省統合幕僚学校講師も務めた。
2003年大正大学文学部歴史文化学科教授。2005年9月、新しい歴史教科書をつくる会理事、翌年4月から副会長。
2012年から保守の会顧問。

## 著書
- 『明治新政権の権力構造』（吉川弘文館、1996年）
- 『自ら歴史を貶める日本人』（徳間書店、2012年、新版2021年）- 西尾幹二・福井雄三・柏原竜一との共著
- 『欺瞞の歴史を斬る　敗戦国体制の本質』（沢口企画、2020年）

### 編著
- 『高知県の百年』（山本大共編、山川出版社、1987年）
- 『明治日本の政治家群像』（佐々木隆共編、吉川弘文館、1993年）